# The Amusement Park
Pour plus de détails, voir Fiche technique et Distribution.
The Amusement Park est un moyen métrage d'épouvante fantastique américain réalisé par George A. Romero et sorti en 1975.
Le film, considéré perdu, est ressorti en 2019.

## Synopsis
Un vieil homme pense passer une journée tranquille dans un parc d'attractions. Il vient pourtant de rencontrer un homme dépenaillé qui le met en garde. Il n'en tient pas compte et ouvre la porte qui donne sur le site. Il va y vivre... un vrai cauchemar.

## Fiche technique
- Titre original : The Amusement Park (litt. « Le parc d'attractions »)
- Réalisation : George A. Romero
- Scenario :	Wally Cook
- Photographie :	S. William Hinzman (en)
- Montage : 	George A. Romero
- Production : Sandra Schulberg, Israel Ehrisman, Suzanne Desrocher-Romero, Karl Rabeneck, Richard Rubinstein
- Société de production : Communicators Pittsburgh Production, Laurel Tape & Film, Lutheran Film Division, Pitcairn-Crabbe Foundation
- Pays de production :  États-Unis
- Langue originale : anglais américain
- Format : Couleurs - 1,33:1 - Son mono - 16 mm
- Durée : 54 minutes
- Genre : Film d'épouvante fantastique
- Dates de sortie :
  - États-Unis : juin 1975 (Festival du film américain de New York) ; 4 mars 2018 (New York) ; 12 octobre 2019 (version restaurée à Pittsburgh)
  - Italie : 10 novembre 2001 (Festival du film de Turin)
  - France : 12 octobre 2020 (Festival Lumière) ; 2 juin 2021 (sortie nationale)

## Distribution
- Lincoln Maazel (en)[1]
- Harry Albacker
- Phyllis Casterwiler
- Pete Chovan
- Sally Erwin
- Jack Gottlob
- Halem Joseph
- Bob Koppler
- Marion Cook
- Michael Gornick (it)
- George A. Romero[1]

## Production
The Amusement Park a été produit à l'origine en 1973, entre les films Season of the Witch et La Nuit des fous vivants du réalisateur George A. Romero ; The Amusement Park a été le seul film que Romero a réalisé sur base d'un contrat de travail. Le film a été tourné en trois jours dans le parc West View, aujourd'hui disparu, à West View, en Pennsylvanie, avec un budget de 37 000 dollars.
Le film a été commandé par la société luthérienne de Pennsylvanie occidentale, en tant que film éducatif sur la maltraitance des personnes âgées et l'âgisme. Selon l'épouse de Romero, Suzanne Desrocher-Romero, « ils se sont servis [du film de Romero] au départ, mais je pense qu'ils l'ont trouvé un peu plus osé qu'ils ne l'auraient voulu », et il a rapidement été mis de côté ».
La première du film a eu lieu au Festival du film américain de New York en juin 1975, et il a été projeté lors de certains événements et festivals au cours des années suivantes. 

## Redécouverte et ressortie
On croyait le film perdu, jusqu'à ce qu'une copie 16 mm utilisée lors d'une rétrospective Romero au Festival du film de Turin 2001 en Italie soit envoyée à Romero et à sa femme en 2017,. La copie 16 mm et une copie DVD ont été remises à Desrocher-Romero. Cette copie a ensuite été projetée au Spectacle Theater de New York en mars 2018. La George A. Romero Foundation a opéré une restauration 4K du film avec l'aide d'IndieCollect, une organisation de préservation des films basée à New York,.
La première de cette restauration a eu lieu à Pittsburgh le 12 octobre 2019. Il est projeté le même jour un an plus tard, le 12 octobre 2020, au Festival Lumière à Lyon pour sa première sortie française. La sortie nationale française a lieu le 2 juin 2021.
En février 2021, il a été annoncé que Shudder avait acquis les droits de distribution en flux du film en Amérique du Nord, au Royaume-Uni, en Irlande, en Australie et en Nouvelle-Zélande. Il est sorti sur Shudder le 8 juin 2021.